# 馬布那加爾縣
16°23′03″N 78°06′39″E / 16.3841436°N 78.11082789999999°E

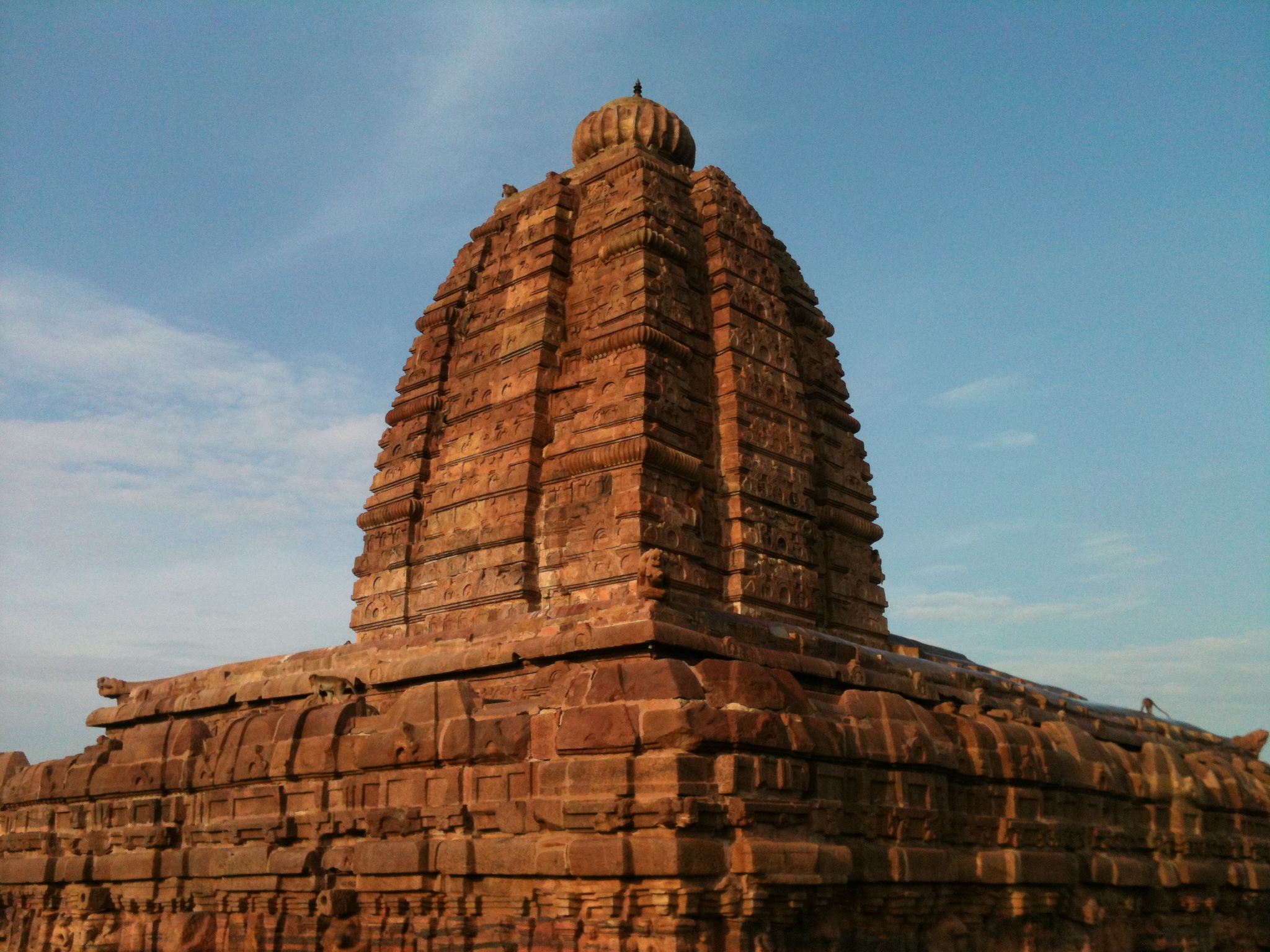

馬布那加爾縣是印度的一個縣，位於該國東南部，由特伦甘纳邦（原属安得拉邦）負責管轄，面積18,432平方公里，海拔高度498米，2011年人口3,513,934，人口密度每平方公里191人。